# 1733 en droit
Cet article présente les faits marquants de l'année 1733 en droit.

## Événements
- Révolte des noirs dans les Antilles britanniques[1].
- En Pologne, les dissidents religieux, protestants, orthodoxes, uniates (quatre millions), juifs (un million) sont privés de tous leurs droits politiques[2]

- 10 avril[3] : crise de l’Excise en Grande-Bretagne. Robert Walpole doit retirer un projet pour relever les droits d’excise (impôts indirects sur les produits de consommation courante, vin, bière, tabac, etc.).

- 26 mai, Russie : mesures contre le Raskol[4]. Baptême obligatoire pour les enfants, travaux forcés pour fait de prosélytisme[5].

- 28 mai (17 mai du calendrier julien) : Sugar and Molasses Act[6]. Le Parlement britannique interdit aux colons américains l’importation de sucre ne provenant pas de territoires sous contrôle britannique.

- 26 septembre : traité de Turin franco-piémontais[7]. La France rompt avec l’Autriche à l’instigation du ministre Germain Louis Chauvelin.

- 7 novembre : traité de l’Escurial. Premier Pacte de famille entre les Bourbons de France et d’Espagne[8]. Moyennant son appui militaire contre l’Autriche, l’Espagne reçoit l’assurance de la France de récupérer sur l’empereur Naples et la Sicile.